# Eriopterodes
Eriopterodes là một chi ruồi trong họ Limoniidae. Het chi telt twee soorten.

## Các loài
- Eriopterodes celestis
- Eriopterodes laetipleura